# تيم بودن (لاعب كرة قاعدة)
تيم بودن (بالإنجليزية: Tim Bowden)‏ هو لاعب كرة قاعدة أمريكي، ولد في 15 أغسطس 1891 في ماكدونو في الولايات المتحدة، وتوفي في 25 أكتوبر 1949.

## وصلات خارجية
- تيم بودن على موقعبيزبول رفرنس.كوم (الدوري الرئيسي) (الإنجليزية)
- تيم بودن على موقعبيزبول رفرنس.كوم (الدوري الثانوي) (الإنجليزية)